# Livraisons d'armes en Syrie depuis 2011
Les livraisons d’armes en Syrie depuis 2011, année où commence la répression sanglante par les autorités syriennes du mouvement populaire de protestation, sont destinées au régime en place et à des groupes armés antigouvernementaux ; elles impliquent de nombreux pays. Les livraisons ont contribué à l'escalade dans la violence dans un conflit où l'on dénombre, après onze ans de combats, 500 000 morts et 12 millions de déplacés.
La guerre en Syrie a pris progressivement une dimension internationale. Le régime syrien a reçu principalement le soutien militaire de la Russie, et dans une moindre mesure celui d'autres pays comme l'Iran. Quant à l'opposition syrienne, elle a reçu des armes principalement des pays du Golfe qui les avaient achetés en Europe centrale et balkanique, et dans une moindre mesure des États-Unis de la France.
Les pays fournisseurs ne sont pas toujours des producteurs d'armes ; ils ont dans certains cas acheté des armes pour les livrer aux Syriens. De nombreuses armes en Syrie y ont été transférées de pays anciennement en proie à des guerres, comme des pays d'Europe de l'Est et la Libye. Les armes livrées durant la guerre de Syrie font l'objet à leur tour de trafics et de captures qui rendent leur circulation incontrôlable. Elles passent rapidement d'un groupe au groupe ennemi. Les analystes redoutent que les conséquences funestes de cette militarisation ne s'étendent sur des décennies.
Les accords internationaux autorisent les ventes d'armes à la condition seulement que les destinataires soient « des États reconnus et intégrés dans la communauté internationale », ce qui n'est pas le cas du régime des Assad, condamné à de nombreuses reprises pour ses violations des droits de l'homme.

## Livraisons d'armes avant le conflit de 2011
La Syrie avait accumulé des armes - armes classiques et missiles intercontinentaux - dans le but de « contrer Israël ».
La Russie avait fourni 71% de l'armement syrien entre 2008 et 2012. Le but de la Russie est de prendre pied au Moyen-Orient, région dominée par les Etats-Unis ; de manière générale, la Russie veut jouer un rôle géopolitique au niveau international.
La France vend entre 2005 et 2009 des munitions au régime de Bachar el-Assad, pour un montant d'un million de dollars, cela alors que le Syrie est gouvernée par une dictature qui pratique les emprisonnements arbitraires, la torture, réprime dans le sang les manifestations, etc.. La France exporte également en Syrie le savoir-faire qui permet d'établir dans ce pays des usines d'engrais chimiques, lesquelles ont rendu possible la fabrication des armes chimiques dont le gouvernement s'est servi contre les populations civiles.
L'Italie en 2008 a autorisé le transfert d’armes entrant dans la catégorie des « systèmes de commande de tir », pour un montant d’environ 3 680 150 dollars.
L’Égypte et l’Inde livrent également à la Syrie d« es armes à feu à usage militaire et non militaire, des munitions, des chars ainsi que d’autres véhicules blindés de combat ».

## Livraisons d'armes au gouvernement syrien depuis 2011

### Russie
La Russie et l'Iran poursuivent leurs livraisons d'armes au régime syrien en 2013, selon L'Express. Il s'agirait de 
La Russie livre principalement des munitions - sans lesquelles la guerre n'est pas possible -, des armes légères, et prend en charge l'entraînement militaire des soldats syriens. des troupes. Elle est cobelligérante dès 2015, 4300 de ses hommes prenant part aux combats en Syrie. Les livraisons d'armes russes sont gratuites, le régime syrien n'étant pas en mesure de s'acquitter du prix des armes.
En contrepartie de son soutien, la Russie peut désormais utiliser une base navale à Tartous et une base aéroportuaire à Khmeimim.
La Russie recueille d'autres avantages de sa participation à la guerre en Syrie : elle exhibe sa technologie militaire, en particulier ses bombardiers intercontinentaux Tu-160 ou Tu-22M3 dont l'usage paraît décalé par rapport à la guerre asymétrique dans laquelle la Russie est engagée, mais dont l'exportation présente des intérêts économiques certains ; ainsi que des tirs de missiles de croisière à partir de corvettes ou de sous-marins, tout aussi inappropriés dans la lutte contre des milices, mais qui donnent une image brillante des équipements russes. La guerre de Syrie offre aussi l'occasion à la Russie d'impressionner d'éventuels ennemis dans un contexte de rapports tendus avec l'OTAN.
Selon l'Institut international de recherche sur la paix de Stockholm, la Russie a fourn« i 71 % des importations syriennes d'armes conventionnelles majeures de 2008 à 2012 et a continué à fournir des armes aux forces gouvernementales après le début de la guerre ».

### Iran et Hezbollah
La Syrie a noué une alliance avec l'Iran contre l'Arabie saoudite. La Syrie s'intègre ainsi dans « arc perse » (ou iranien) contre un « arc arabe ». L'Iran commande l'entrée en guerre du Hezbollah -une milice qu'il arme et finance - aux côtés du régime de Bachar al-Assad.
L'Iran a fourni des drones Shahed-129, et un  drone de combat .
Le Hezbollah dispose d'armes vieillies, qui proviennent du Liban, récupérées auprès d'anciens supplétifs de l'armée israélienne (équipés donc par Israël), ou récupérées auprès de soldats de l'armée libanaise qui ont vendu illégalement leurs armes, ou encore de l'armée syrienne. Il s'agit d' « artillerie automotrice, blindés BMP-1, M113 ou R-330P (guerre électronique), chars T-54/55, T-62 et T-72 ». Surtout le Hezbollah, entraîné pendant des années à la lutte armée contre Israël, a contribué efficacement à la formation des soldats de l'armée syrienne dans le contexte d'une guerre asymétrique et, ainsi, à la répression des rebelles.

## Livraisons d'armes aux groupes d'opposition

### Opposants au régime syrien
Les opposants comptent dans leurs rangs des Kurdes, des membres de l'État islamique et des groupes rebelles comprenant l’Armée Syrienne Libre (ASL), le Front Islamique, et le Front Fatah Al Cham (ce dernier étant très proche d'Al Qaeda).

### Transfert des armes de l'armée syrienne vers les groupes d'opposition
Les premiers opposants sont pour nombre d'entre eux des militaires qui vont donc rejoindre le camp des rebelles avec leurs armes et parfois leurs troupes ; c'est ainsi que se sont formés l’ASL et le Mouvement des Officiers Libres.

### Arabie Saoudite, Qatar, Émirats-arabes unis et la filière des Balkans
L'Arabie saoudite, le Qatar et les Émirats arabes unis achètent des armes et les livrent aux opposants au régime Assad ; ces armes sont des munitions pour armes légères, dont certaines ont été achetées en Libye, d'autres en Croatie. Selon le New York Times, l’Arabie saoudite a acheté à la Croatie « une grande quantité d’armes terrestres » appartenant à « un stock secret » datant des conflits dans les Balkans dans les années 1990. « 3000 tonnes d'armement léger auraient été livrées selon le journal croate Jutarnji List, dont des mortiers, des armes anti-char et des armes anti-aériennes ». La vente d'armes par la Croatie ne respecte pas l'embargo de l'Union européenne alors que la Croatie candidate pour faire partie de l'UE. Selon Jean-Pierre Loubet, « les pays du Golfe ont acheté ont acheté des armes à 8 pays d’Europe centrale ou balkanique » ; les armes transitent par la Jordanie d'où elles sont acheminées vers la Syrie voisine. Selon Libération des pays des Balkans, sans égard pour l'embargo sur les armes vers la Syrie décidé par l'Union européenne, ont gagné des centaines de millions d'euros grâce aux contrats de ventes d'armes et de munitions dont la destination finale était la Syrie. « La Croatie et la République tchèque figurent en tête des vendeurs et 4 700 tonnes de matériel ont été livrés par la Bulgarie et la Roumanie à l’Arabie Saoudite ». Les opposants au régime syrien ont trouvé dans l'Arabie saoudite le premier bailleur de fonds.
Les Emirats arabes unis ont acheté des fusils d'assaut belges et les ont livrés en Syrie aux insurgés, ce qui est possible « si ces armes ont été achetées sans clause de non réexportation ».

### États-Unis
Les États-Unis achètent eux aussi aux pays des Balkans des armes qui transitent par la Turquie avant d'être livrées aux milices insurgées en Syrie. Les armes sont « des fusils d’assaut, des mitrailleuses américaines mais aussi des armes antichar ex-soviétiques ». Les Etats-Unis ont livré notamment les « redoutables missiles anti-char TOW ».
Les Kurdes ont reçu du soutien du PKK de Turquie et du Kurdistan irakien qui eux-mêmes sont quelquefois approvisionnés en armes par les États-Unis.
« Les États-Unis ont facilité le transfert d' environ 1 milliard de dollars d'armes, de munitions et d'entraînement aux groupes rebelles syriens par l'intermédiaire de la CIA », selon Jean-Pierre Loubetis.

### Turquie
La Turquie livre des armes aux Turkmènes ainsi qu'au Front Al Nosra

### France
Les Forces spéciales françaises et le  Special Air Force britanniques ont assuré des formations militaires en Syrie de troupes rebelles et de troupes kurdes. Les armes transitent par la Jordanie et la Turquie.
Le 9 mai 2011, l’Union européenne avait prohibé les ventes d’armes à la Syrie. « Or, bien avant la levée de cet embargo en mai 2013?[ il apparaît que la France livrait des armes (fusils d’assaut, armes anti-char, canons de 20 mm, etc.) à certains groupes rebelles via des réseaux mis en place par la DGSE » selon Jean-Pierre Loubet.
Par ailleurs, l'Arabie Saoudite a acheté des armées en France et en Belgique pour les livrer à des milices insurgées en Syrie ; il s'agit de missiles anti-aériens tirables à l'épaule.

### Transfert d'armes de la Libye
Les rebelles lybiens ont fourni les rebelles syriens selon Jean-Pierre Loubet.

### Provenance des armes de l'État islamique
Les armes de l'État islamique ne lui ont pas été fournies par des États, elles proviennent de captures d'armes en Syrie même, et dans une moindre mesure de réseaux clandestins turco-kurdes . En 2014, les armes de l’État islamique sont principalement américaines, même si les membres de l'État islamique disposent aussi d'armes d'autres provenances - russes, chinoises etc. - quoique dans une faible proportion, selon un  rapport d'octobre 2014 de Conflict Armament Research. En 2017, la situation évolue ; « 90% des armes et munitions proviennent de stocks fabriqués en Chine et dans les pays de l'ex-pacte de Varsovie, pays de l'Est (Bulgarie notamment) et Russie. Mais l'État islamique a également récupéré des matériels, dont des armes antichars, fournis par les États-Unis et l'Arabie Saoudite à des groupes rebelles syriens », selon un rapport publié en 2017 par l’organisation Conflict armament research) .

## Armes chimiques
Les armes chimiques sont employées dès 2012 par les deux camps belligérants, principalement par le régime notamment dans la Gouta le 21 août 2013 dans la banlieue de Damas, dans des attaques qui ont tué plus de 1000 personnes, mais aussi par l’État islamique mis en cause dans un rapport remis en août 2016 à l’ONUt. Les insurgés sont également accusés d'avoir eu recours aux gaz toxiques contre l'armée syrienne par l’envoyé spécial des Nations Unies en octobre 2016 lors de la bataille d’Alep.
Les substances utilisées sont le sarin et le gaz moutarde (ypérite) que le régime syrien possédait déjà en 2011. Le chlore ou le dichlore ont également été utilisés à partir de 2013. Selon le directeur de l’OIAC,« l’État islamique aurait fabriqué lui-même l’ypérite utilisé en Irak et en Syrie. L’EI a peut-être récupéré également certaines quantités de VX et de sarin dégradés en Irak ».

### Belgique
Trois entreprises belges ont livré en Syrie des produits susceptibles de servir à la fabrication d’armes chimiques, dont du gaz sarin. EN février 2019 ces trois entreprises flamandes et leurs dirigeants sont condamnés à des amendes allant jusqu’à 500 000 euros. Elles avaient fait l'objet de poursuites par la justice belge en 2018. « Ces firmes – A.A.E. Chemie Trading, Annx Customs et Danmar Logistics – n’ont pas sollicité les licences – nécessaires depuis juillet 2013 – pour l’exportation, entre mai 2014 et décembre 2016, de 24 livraisons de composants chimiques, dont 168 tonnes d’isopropanol ». L'isopropanol entre dans la production du sarin, le gaz employé le 4 avril 2017 à Khan Cheikhoun par l’aviation du régime syrien, entraînant la mort de dizaines de personnes et dans la Ghouta orientale.
En 2019 BASF Antwerpen (filiale anversoise du groupe BASF), BASF Group ainsi que l'entreprise allemande Sasol Deutschland sont visés par des plaintes déposées par trois ONG - Open Society Justice Initiative (OSJI), Syrian Archive et TRIAL International - qui les accusent d’avoir livré au régime de Bachar al-Assad des gaz toxiques en 2014,.

### Suisse
Une entreprise suisse exporte légalement en Syrie en novembre 2014 - en pleine période de guerre - 5 tonnes d'isopropanol, qui sert à la production de gaz sarin, malgré l'interdiction en 2013 par l'Union européenne du commerce de ce produit.

## Conséquences
Les livraisons d'armes ont permis au conflit de perdurer et de s'intensifier. Selon la chercheuse Shannon DIck, « les civils ont fait les frais de cette dynamique, avec plus d' un demi-million de personnes qui auraient été tuées et des millions d'autres déplacées en conséquence directe du conflit en cours ».
Les bombardements aériens par le gouvernement syrien dans les zones densément peuplées ont causé des souffrances humaines extrêmes ; l'utilisation de mines et d'armes explosives ont rendu certaines régions de la Syrie inhabitables.
Les trafics d'armes qui ont proliféré pendant la guerre favorisent la constitution d'arsenaux par des groupes armés irréguliers et la déstabilisation du Moyen-Orient pour une longue période.